# Gaudichaudia intermixteca
Gaudichaudia intermixteca är en tvåhjärtbladig växtart som beskrevs av S.L.Jessup. Gaudichaudia intermixteca ingår i släktet Gaudichaudia och familjen Malpighiaceae. Inga underarter finns listade i Catalogue of Life.